# آووکا (آیووا)
آووکا (به انگلیسی: Avoca) شهری در ایالت آیووا کشور ایالات متحده آمریکا است که جمعیت آن در سرشماری سال ۲۰۱۰ میلادی، ۱٬۵۰۶ نفر بوده‌است.